# T-7 (fusée)
La fusée-sonde T-7 (chinois : T-7火箭) est une fusée développée par la République populaire de Chine dans les années 1960. Après plusieurs vols de démonstration, devenant par la même occasion la première fusée-sonde chinoise, elle a permis la réalisation des premières expériences chinoises en haute atmosphère, et a notamment emporté plusieurs animaux aux frontières de l'espace. Après 24 lancements, la fusée jugée inutile est retirée du service, et servira de base à la réalisation de la Longue Marche 1, qui enverra en 1970 le premier satellite chinois en orbite, Dong Fang Hong 1.

## Historique

### Contexte et développement (1958 - 1960)
À la fin des années 1950, et à la suite du lancement de Spoutnik 1 par l'Union Soviétique, le gouvernement chinois souhaite se lancer dans l'aventure spatiale orbitale. L'objectif était alors la réalisation d'un lanceur spatial basé sur des missiles R-2 et R-12 soviétiques, ainsi que la fabrication d'un satellite. Le programme, nommé Projet 581, est adopté en 1981. Un budget de 200 millions de yuans est alors débloqué, devant permettre la construction d'installations d'essais de moteur sur la base de Jiuquan, le développement de composants électroniques pouvant résister au vide spatial, et la construction d'un pas de tir. Un délégation chinoise tentera la même année d'organiser une visite du cosmodrome de Baïkonour, en URSS, mais cela leur sera refusé par Moscou, qui ne leur permettra que de voir un lancement de fusée-sonde. Toutefois, après tous ces efforts engagés, les responsables chinois réalisent que leur ambition est bien trop élevée comparée aux moyens dont dispose le pays, qui possède alors une économie très fragilisée par le Grand Bond en avant, lancé à la même époque. De plus, plusieurs dissensions ont mené à de nombreux retards. Certains préféraient l'utilisation de missiles R-2 soviétiques, là où d'autres auraient voulu le développement d'un lanceur complètement national. En plus de cela, la réalisation d'un unique moteur fusée aurait nécessité à cette époque de regrouper plusieurs centaines d'entreprises, et de créer des machines dont la Chine ne maîtrisait pas la fabrication. Enfin, l'Union Soviétique refuse désormais de livrer des missiles R-12 de nouvelle génération, à la suite de la détérioration des relations diplomatiques entre les deux pays. Par conséquent, le Projet 581 est annulé à la fin de l'année 1959.
À la suite de l'abandon du projet, l'Académie Chinoise des Sciences (CAS), décide de persévérer dans le domaine spatial, avec toutefois des ambitions plus réduites. Elle a désormais changé d'objectif, passant de la mise en orbite d'un satellite, à la réalisation de recherches scientifiques dans la haute atmosphère, la simulation de l'environnement spatial, la mise au point de systèmes de télémétrie, et enfin la réalisation de fusées-sondes. Ces dernières doivent permettre d'acquérir l'expérience nécessaire à l'envoi d'un satellite en orbite, objectif qui est toutefois reporté à une date indéterminée.
C'est en octobre 1959 que le développement de la fusée-sonde T-7 est commencé à l'Institut de Géophysique de la CAS et à l'Institut des Machines et de l'Électronique de Shanghai (SIME), qui va alors effectuer plusieurs simulations au sol, grâce à des bancs d'essais vibratoires, des souffleries, une centrifugeuse de 14 mètres de diamètre et une chambre à vide. En parallèle, la CAS va aussi s'occuper du système de télémétrie qui sera embarqué dans le véhicule.

### Premiers lancements, premiers succès (1960 - 1963)
Il fut premièrement réalisé un prototype de cette fusée, dénommé T-7M. Le premier lancement de ce modèle initial eut lieu depuis un site de lancement improvisé situé à Shanghaï, comportant des bunkers en sacs de sable et des générateurs électriques, à la suite de restrictions budgétaires. Les équipes ne possédaient pas non plus d'ordinateurs, et devaient faire tous les calculs de trajectoire à la main. Le lanceur était lui mis sous pression grâce à une simple pompe à vélo. Sans radio ni téléphone, les équipes furent obligées de faire de grands signes de la main ou de hurler pour se faire comprendre des autres employés, ainsi que pour prononcer le décompte. Cette tradition de prononcer le compte-à-rebours et les étapes du vol de manière claire et forte se perpétue toujours aujourd'hui. La première fusée T-7M à réussir un lancement décolla le 19 février 1960, et atteignit une altitude de 8 kilomètres. Il s'agit de la première fusée entièrement développée en Chine à atteindre cette altitude. En mai 1960, Mao Zedong visite l'Exposition des Nouvelles Technologies de Shanghaï, où est exposée une maquette de T-7M. Après s'être vu expliquer le projet, Mao a encouragé les équipes à atteindre une altitude de 200 kilomètres au plus vite. En décembre de la même année, une autre T-7M atteindra l'altitude de 9,8 kilomètres.
La version opérationnelle de la fusée, la T-7, sera testée en grandeur réelle dans une zone montagneuse de Guangde, dans le sud de la province de l'Anhui, dès mars 1960. Le premier vol réussi de la fusée aura lieu le 13 septembre 1960. Composée d'un étage central à ergols liquides et de propulseurs latéraux à poudre, la T-7 parviendra à atteindre une altitude de 58 kilomètres lors du lancement du 23 novembre 1961. Au total, 24 fusées T-7 furent tirées de 1960 à 1965, dont 9 vols réalisés pour des études météorologiques, ce à partir du 4 août 1963.
En mai 1961, la Commission des Sciences et Technologies de la Défense Nationale (CSTDN), l'organisme qui gère le programme d'armement stratégique de la Chine, a chargé la CAS de caractériser la température, la pression, la densité et les vents atmosphériques jusqu'à une altitude de 100 km à l'aide de fusées-sondes T-7, en préparation des prochains essais nucléaires atmosphériques de la Chine. Comme la variante de base du T-7 ne pouvait atteindre qu'une altitude de 58 km, le SIME a commencé à travailler sur un modèle amélioré, dénommée T-7A, en janvier 1962, avec l'objectif de porter une charge utile de 40 kg à 115 km d'altitude. La fusée et son compartiment de charge utile séparable étaient réutilisables et récupérés par parachute, permettant de réaliser des expériences biologiques et de géophysique. Le premier lancement d'une T-7A a eu lieu en décembre 1963, la fusée et sa charge utile a été récupérée avec succès.
Entre 1963 et 1967, le T-7A a effectué plusieurs vols suborbitaux, permettant d'acquérir de multiples données sur la haute atmosphère. La charge utile géophysique He Ping 1 (littéralement « Paix 1 ») a permis d'étudier avec succès la densité d'électrons dans l'ionosphère. En décembre 1965, des données ont été enregistrées concernant la densité électronique équivalente de la flamme des fusées jusqu'à 90 km d'altitude. Dans un autre test, un compteur Geiger spécial pour la mesure des rayons cosmiques de haute altitude a donné des résultats très satisfaisants. Sur la base de l'effet Doppler, un système de mesure ionosphérique a également été conçu. Ce travail a fourni une base solide pour le suivi des satellites en orbite et la détermination des paramètres de leur orbite.

### Lancements d'animaux, et arrêt du programme (1963 - 1966)
En 1963, le SIME, qui gérait le développement de la fusée T-7, a été transféré de la CAS à la Cinquième Académie, gérée par l'armée. En 1965, la Cinquième Académie a été réorganisée en Septième Ministère de l'Industrie Mécanique (ou Ministère de l'Astronautique). En conséquence, le SIME, qui lui est subordonné, devient la huitième académie du ministère, qui sera plus tard connue sous le nom d'Académie de Shanghai pour la Technologie des vols spatiaux (SAST). Toujours en 1963, l'Institut de biophysique de la CAS a proposé d'utiliser la T-7A pour la recherche biologique et médicale en haute altitude. Le SIME a modifié le compartiment de la charge utile de la fusée en une capsule pressurisée, équipée d'une caméra embarquée, d'une alimentation en oxygène et de systèmes de télémétrie par électrocardiogramme, permettant l'envoi d'animaux en haute altitude.
Le 19 juillet 1964, une fusée T-7A (I) transportant un groupe de rats de laboratoire blancs a été tirée du site de lancement de Guangde à une altitude de 70 kilomètres. Les rats ont ensuite été ramenés vivants sur Terre. Deux autres vols suborbitaux réussis, transportant également des rats de laboratoire blancs, ont suivi en juin 1965. En octobre 1965, l'Institut de biophysique du CAS a proposé d'autres vols suborbitaux transportant des animaux plus complexes. Le SIME apporta d'autres modifications à la fusée T-7A, notamment une coiffe de charge utile élargie de 600 mm de diamètre et des systèmes de poursuite et de télémétrie améliorés. La fusée transportait également des ergols supplémentaires, portant sa masse au décollage à 1 325 kg.

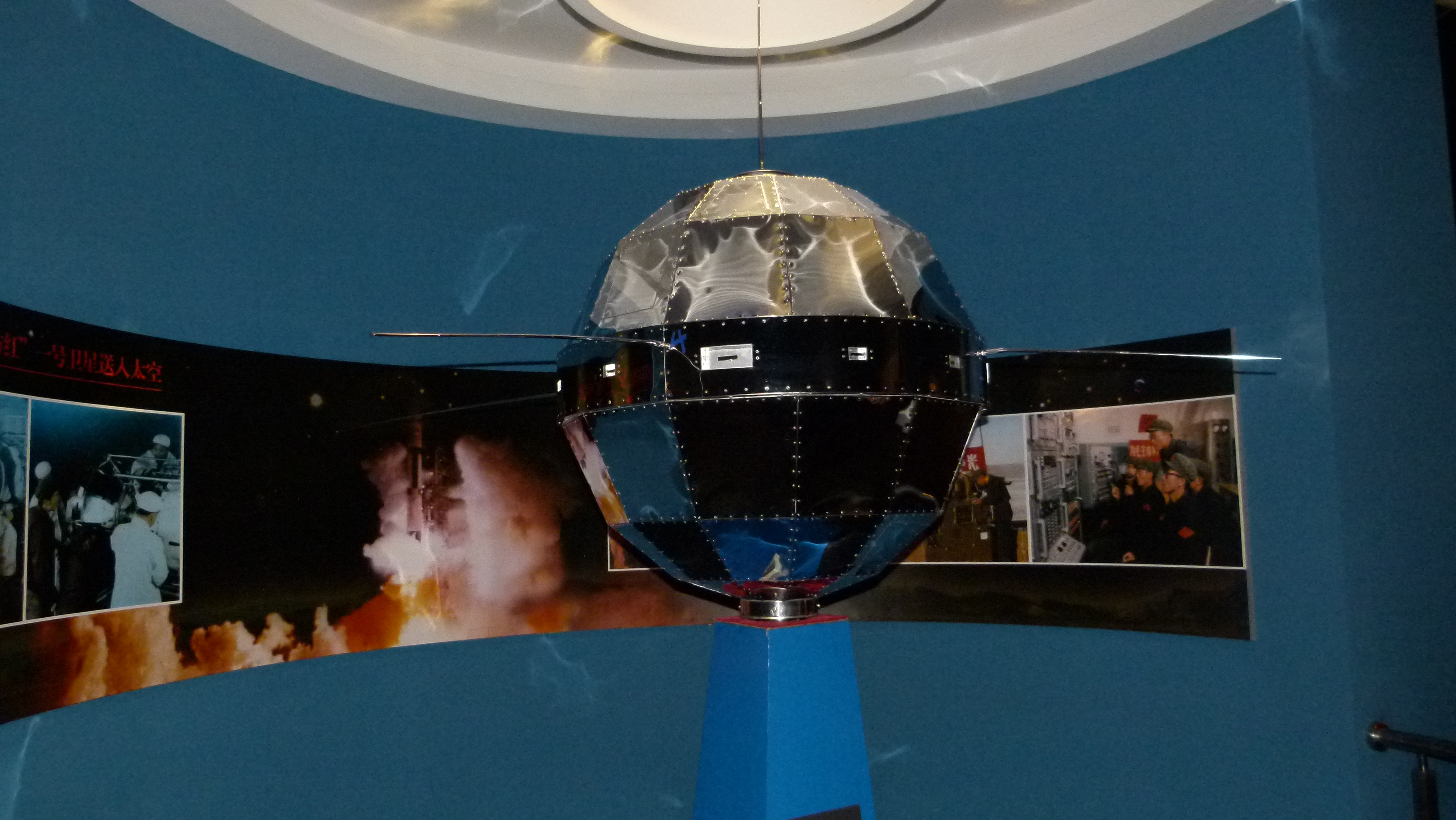
Le satellite DFH-1, placé en orbite grâce à des technologies testées par des fusées T-7

Le 14 juillet 1966, une fusée sonde biologique T-7A (II) a été lancée, transportant le premier chien spatial chinois Xiao Bao (« Petit Léopard »). Le chien a été sélectionné parmi un groupe de 30 chiens expérimentaux, et a été entraîné à accepter le confinement, sa combinaison spatiale, le bruit, les vibrations et les capteurs physiologiques. La fusée a atteint une altitude de 100 kilomètres, avant de ramener la capsule sur Terre. Un second lancement a été effectué le 28 juillet, envoyant le chien Shan Shan dans l'espace puis le ramenant de nouveau sur Terre en toute sécurité.
En août 1966, l'Institut de biophysique et le SIME ont commencé à préparer des missions de suivi pour envoyer des singes dans l'espace. Cependant, le projet a rapidement été perturbé par les troubles politiques de la Révolution culturelle qui a commencé la même année. Les scientifiques et les ingénieurs travaillant sur le programme de fusées-sondes biologiques furent dénoncés et même persécutés, la mission spatiale des singes fut abandonnée. Les lancements furent ensuite suspendus, jusqu'en 1969 où la fusée fut utilisée pour la mise au point du futur troisième étage GF-02 de la Longue Marche 1, le premier lanceur orbital chinois. Après ces essais, la fusée fut retirée du service. Le chef du programme T-7, Wang Xiji, ainsi que toute son équipe, fut par la suite transféré sur le programme Longue Marche 1, ce qui débouchera par l'envoi de Dong Fang Hong 1 en orbite en 1970.

## Liste des lancements
Note: Cette liste est incomplète ou peu précise, par manque de sources chinoises fiables. Le nombre de vols affiché n'est pas le réel nombre de fusées tirées.
| Succès | Succès | Succès | Vol n° | Version   | Date de lancement (UTC) | Base de lancement | Charge utile (Masse)  | Type         | Altitude atteinte | Notes                                                                                             |
| ------ | ------ | ------ | ------ | --------- | ----------------------- | ----------------- | --------------------- | ------------ | ----------------- | ------------------------------------------------------------------------------------------------- |
|        | ✓      |        | 1      | T-7M      | 19/02/1960              | Laogang, Shanghai | Instruments de mesure | -            | 8 km              | Premier vol réussi d'une fusée-sonde T-7M                                                         |
|        | ✓      |        | 2      | T-7       | 13/09/1960              | Site 603, Guangde | Instruments de mesure | -            | ?                 | Premier vol d'une fusée-sonde T-7                                                                 |
|        | ✓      |        | 3      | T-7M      | Décembre 1960           | Laogang, Shanghai | Instruments de mesure | -            | 9,8 km            | Dernier vol de la T-7M                                                                            |
|        | ✓      |        | 4      | T-7       | 23/11/1961              | Site 603, Guangde | Instruments de mesure | -            | 58 km             |                                                                                                   |
|        | ✓      |        | 5      | T-7       | 04/08/1963              | Site 603, Guangde | Sondes atmosphériques | Météorologie | ?                 |                                                                                                   |
|        | ✓      |        | 6      | T-7A      | 01/12/1963              | Site 603, Guangde | Instruments de mesure | -            | 115 km            | Premier vol de la T-7A La charge utile fut récupérée Première fusée chinoise à atteindre l'espace |
|        | ✓      |        | 7      | T-7A (I)  | 19/07/1964              | Site 603, Guangde | Études animales       | Biologie     | 70 km             | Premier vol de la T-7A (I) Vols avec des rats à bord                                              |
|        | ✓      |        | 8      | T-7       | ??/??/1965              | Jiuquan           | Technologie orbitale  | Technologie  | 83 km             | Essai d'instruments destinés à la réalisation de DFH-1                                            |
|        | ✓      |        | 9      | T-7A (I)  | 01/06/1965              | Site 603, Guangde | Études animales       | Biologie     | 70 km             | Vols avec des rats à bord                                                                         |
|        | ✓      |        | 10     | T-7A (I)  | 05/06/1965              | Site 603, Guangde | Études animales       | Biologie     | 70 km             | Vols avec des rats à bord                                                                         |
|        | ✓      |        | 11     | T-7A (II) | 14/07/1966              | Site 603, Guangde | Études animales       | Biologie     | 100 km            | Vols avec un chien à bord Premier animal chinois dans l'espace                                    |
|        | ✓      |        | 12     | T-7A (II) | 28/07/1966              | Site 603, Guangde | Études animales       | Biologie     | +100 km           | Vols avec un chien à bord Second animal chinois dans l'espace                                     |
|        | ✓      |        | 13     | T-7A      | 08/08/1968              | Jiuquan           | Essai 3ème étage CZ-1 | Technologie  | 311 km            | Essai en vol du troisième étage GF-01A de la CZ-1                                                 |
|        | ✓      |        | 14     | T-7A      | 20/08/1968              | Jiuquan           | Essai 3ème étage CZ-1 | Technologie  | 311 km            | Essai en vol du troisième étage GF-01A de la CZ-1                                                 |
|        | ✓      |        | 15     | T-7A      | 1969                    | Jiuquan           | Technologie orbitale  | Technologie  | 81 km             | Essai d'instruments destinés à la réalisation de DFH-1                                            |
|        | ✓      |        | 16     | T-7A      | 01/06/1969              | Jiuquan           | Technologie orbitale  | Technologie  | 100 km            | Essai d'instruments destinés à la réalisation des FSW                                             |
|        | ✓      |        | 17     | T-7A      | 01/07/1969              | Jiuquan           | Technologie orbitale  | Technologie  | 100 km            | Essai d'instruments destinés à la réalisation des FSW                                             |